# Андреевка (Новошешминский район)
Андре́евка — деревня в Новошешминском районе  Республики Татарстан Российской Федерации. Входит в состав Петропавловского сельского поселения.

## География
Деревня расположена на реке Шешма, в 14 километрах к востоку от села Новошешминск.  

## История
Деревня основана в начале XIX века. 
До реформы 1861 года жители относились к категории помещичьих крестьян. Занимались земледелием, разведением скота. 
В начале XX века земельный надел сельской общины составлял 106 десятин. До 1920 года деревня входила в Ново-Шешминскую волость Чистопольского уезда Казанской губернии. С 1920 года — в составе Чистопольского кантона ТАССР. С 10 августа 1930 года — в Ново-Шешминском районе, с 1 февраля 1963 года — в Чистопольском, с 26 апреля 1983 года — в Ново-Шешминском районах.

## Население
| 1859 | 1897 | 1908 | 1920 | 1924 | 1926 | 1938 | 1949 | 1958 | 1970 | 1979 | 1989 | 2000 |
| ---- | ---- | ---- | ---- | ---- | ---- | ---- | ---- | ---- | ---- | ---- | ---- | ---- |
| 135  | 167  | 197  | 200  | 209  | 264  | 303  | 248  | 234  | 179  | 112  | 36   | 148  |

## Экономика
Полеводство, молочное скотоводство.

## Социальная инфраструктура
Начальная школа, дом культуры, библиотека.